# Arachnocrea scabrida
Arachnocrea scabrida är en svampart som beskrevs av Yoshim. Doi 1972. Arachnocrea scabrida ingår i släktet Arachnocrea och familjen Hypocreaceae.   Inga underarter finns listade i Catalogue of Life.